# Mark Tobey
Mark George Tobey (11. december 1890 i Centerville, Wisconsin, USA – 24. april 1976 i Basel, Schweiz) var en amerikansk abstrakt maler. 
Han studerede kunst ved Art Institute of Chicago før han flyttede til New York i 1911. I 1922 flyttede Tobey til Seattle hvor han underviste ved Cornish College of Allied Arts. Tobey holdt sin første separatudstilling i Seattle Art Museum i 1935.
Sammen med Bill Cumming, Guy Anderson, Kenneth Callahan og Morris Graves var han en grundlægger af det som er blevet kendt som Northwest School indenfor amerikansk malerkunst.
Mark Tobeys arbejde er udstillet i de fleste store kunstmuseer i USA og mange steder i andre lande. Hans arbejde er inspireret af et personligt trossystem som kan bære præg af Tobeys tilknytning til bahaismen. At han hele sit liv var dybt fascineret af Orientens religioner, reflekteres også i hans arbejde. Han rejste i 1934 til Kina og Japan og blev der mere fortrolig med Østens kalligrafi. Denne inkorporerede han på sin måde i sit arbejde ved at skabe det som er blevet kaldt White Writing, hvid-skrift-billeder.